# Новосёлки (Почаповский сельсовет)
Новосёлки (бел. Навасёлкі) — деревня в Барановичском районе Брестской области Белоруссии. Входит в состав Почаповского сельсовета. Расположена в 41 км по автодорогам к северо-западу от центра Барановичей, на расстоянии 2,5 км по автодорогам к северо-западу от центра сельсовета, агрогородка Почапово, неподалёку от границы с Новогрудским районом Гродненской области.

## История
В 1909 году — деревня Почаповской волости Новогрудского уезда Минской губернии, 28 дворов.
После Рижского мирного договора 1921 года — в составе гмины Почапово Новогрудского повета Новогрудского воеводства Польши, 22 двора.
С 1939 года — в составе БССР, в 1940–62 годах — в Городищенском районе Барановичской, с 1954 года Брестской области. Затем передана в состав Барановичского района. С конца июня 1941 года до июля 1944 года оккупирована немецко-фашистскими войсками.

## Население
| Численность населения (по переписи) | Численность населения (по переписи) | Численность населения (по переписи) | Численность населения (по переписи) | Численность населения (по переписи) | Численность населения (по переписи) | Численность населения (по переписи) |
| 1909                                | 1921                                | 1959                                | 1970                                | 1999                                | 2009                                | 2019                                |
| ----------------------------------- | ----------------------------------- | ----------------------------------- | ----------------------------------- | ----------------------------------- | ----------------------------------- | ----------------------------------- |
| 198                                 | ↘136                                | ↗182                                | ↘121                                | ↘31                                 | ↘17                                 | →17                                 |